# George Goulding
George Henry Goulding (Kingston upon Hull, 17 novembre 1885 – Toronto, 3 febbraio 1966) è stato un marciatore e maratoneta canadese di origine britannica.
Prese parte ai Giochi olimpici di Londra 1908, ma non conquistò nessun podio, ma si piazzò al quarto posto nei 3 500 metri di marcia; nel 1912 partecipò alle Olimpiadi di Stoccolma, questa volta portando a casa la medaglia d'oro nei 10 km di marcia.

## Palmarès
| Anno | Manifestazione  | Sede      | Evento             | Risultato | Prestazione | Note |
| ---- | --------------- | --------- | ------------------ | --------- | ----------- | ---- |
| 1908 | Giochi olimpici | Londra    | Maratona           | 22º       | 3h33'26"4   |      |
| 1908 | Giochi olimpici | Londra    | Marcia 3 500 metri | 4º        | 15'49"8     |      |
| 1908 | Giochi olimpici | Londra    | Marcia 10 miglia   | dnf       | dnf         |      |
| 1912 | Giochi olimpici | Stoccolma | Marcia 10 km       | Oro       | 46'28"4     |      |